# 戴武琦
戴武琦（1956年3月—），男，辽宁辽阳人，中国魔术杂技活动家，曾任中国魔术艺术委员会主任，亚洲魔术联盟主席，中国杂技家协会副主席。